# Cepokomulyo (Gemuh)
Cepokomulyo is een bestuurslaag in het regentschap Kendal van de provincie Midden-Java, Indonesië. Cepokomulyo telt 2872 inwoners (volkstelling 2010).